# Nicanor Bolet Peraza
Nicanor Bolet Peraza (Caracas, Venezuela, 4 de junio de 1838 - Nueva York, Estados Unidos, 25 de marzo de 1906) fue un narrador, periodista, militar y político venezolano. 

## Biografía

### Primeros años
Bolet Peraza nace en Caracas, hijo de Nicanor Bolet Poleosu. 
Durante su juventud se traslada  Barcelona, estado Anzoátegui con sus padres y su hermano, el pintor Ramón Bolet Peraza.
Ambos hermanos lucharon en la Guerra Federal.
Estuvo casado con Perfecta Monagas, hija del presidente José Gregorio Monagas.

### Carrera política
Bolet Peraza fue Ministro del Interior en el año 1868 y senador entre 1872 y 1874. Decidió apoyar a Francisco Linares Alcántara, oponiéndose al gobierno de Guzmán Blanco; por lo que durante el quinquenio de este último debe partir al exilio.

### Trayectoria periodística y literaria
Conjuntamente con su padre y su hermano, editó entre 1856 y 1858 la revista literaria «El Oasis» que es la primera publicación impresa de opinión en territorio anzoatiguense.
Funda en 1877 el diario «Tribuna Liberal», en donde hacía duras críticas al gobierno de Antonio Guzmán Blanco, por lo que tuvo que abandonar su patria a partir de 1880.
Se traslada con su familia a Nueva York y allí funda y redacta dos revistas: «La Revista Ilustrada» y «Las Tres Américas» en 1893. Sería en estas revistas donde publicaría gran parte de su obra narrativa. 

## Legado
Además de su obra periodística, Bolet Peraza destaca también por haber escritor varios relatos pioneros de la ciencia ficción, el gótico latinoamericano y la literatura fantástica venezolana. Para el crítico Carlos Sandoval, se trata de uno de los cuentistas venezolanos más importantes del siglo XIX, "dentro de aquel grupo que incluye a los pioneros Juan Vicente Camacho, Julio Calcaño y José María Manrique".
La mayor parte de su obra fantástica la publicará en la revista Las Tres Américas, en Nueva York.
Entre estas obras se encuentra el relato de ciencia ficción Metencardiasis (1896), en el que protagonista, Van-der Meulen-Heinsterfalen, “sabio holandés que ha adquirido misteriosos y profundos informes en sus viajes por remotos sitios del planeta, monta consulta en su natal Róterdam, donde trata pacientes con agudas deﬁciencias cardíacas. El cientíﬁco ha creado una máquina que trasplanta corazones”. La máquina funciona mediante un imán encontrado en el círculo polar.
También destacan sus relatos fantásticos Las tres vidas de Antón de 1893, El monte azul de 1893, El espejo encantado de 1893, Un golpe de suerte de 1894, El gran infame de 1894, Calaveras de 1894, Historia de un guante de 1895.A esto relatos hay que añadir La generación del Diablo, aparecido en el periódico El Tachirense.
Dos de sus relatos, Calaveras y Metencardiasis, fueron antalogados en el libro Cuentos fantásticos de la Biblioteca Ayacucho.
Entre sus artículos de costumbres destacan: Cuadros Caraqueños y Cartas Gredalenses, en el cual Venezuela es equiparada con un gredal. También escribió una crónica sobre el olvidado Teatro de Maderero, de la Caracas de principios del siglo XIX, en el cual las representaciones de Semana Santa se convertían en un espectáculo cómico. 

## Obra

### Trabajo periodístico y ensayístico
- A falta de pan buenas son tortas, 1873
- Cartas gredalenses, s.f.
- Luchas del hogar, 1875
- El gremio agrícola, 1877
- Impresiones de viaje, 1906
- La revolución del trabajo, 1901

### Cuentos
- Las tres vidas de Antón, 1893
- El monte azul, 1893
- El espejo encantado, 1893
- Un golpe de suerte, 1894
- El gran infame, 1894
- Calaveras, 1894
- Historia de un guante, 1895
- Metencardiasis, 1895
- La generación del Diablo, 1897

### Antologías
- Artículos de costumbres y literarios, 1931
- Selección literaria y periodística, 1953